# ラッシュ (アダルトビデオ)
RASH(ラッシュ)は、AV監督のラッシャーみよしが主宰、多くの作品の監督を手がけるアダルトビデオメーカー。
2009年「こだわりのフェティッシュメーカー」をコンセプトに、よりマニアック、よりフェティッシュな位置づけのレーベル「ビザールハウス」「ジャンクショップ」「ビザールスタイル」をスタートさせる。
人気シリーズとして、新たに確立したジャンル“ゲロスカ”をウリにした「人間崩壊シリーズ」がある。
公式サイトでは2017年5月の新作分を最後に新作は発表されていないが、FANZAでは2024年にも新作の動画が発表されている。

## 主なレーベル
- ビザールハウス（「人間崩壊シリーズ」をはじめとしたスカトロ専門レーベル）
- ジャンクショップ（ザーメン専門レーベル）
- ビザールスタイル（痴女・女王様系の極マニア専門レーベル）
- 精液本舗
- 体液本舗

2013年1月に「精液本舗」、2014年に「体液本舗」が加わり、5つのレーベルで再編成されることになった。精液本舗の第1作は、『ネバネバスペルマ1 大堀香奈』。

## 主なシリーズ
- 人間崩壊シリーズ（ビザールハウス）